# Корабельная роща
Корабельные рощи (Корабельные леса) — участки лесных массивов, назначенные русским императором Петром I для нужд отечественного кораблестроения и превращённые им в заповедные леса.

## История
В 1703 году сосновая роща упоминалась в указе Петра I, и была объявлена «заповедной государевой» на месте современной Вологодской области.
В 1712 году стала объектом лесного хозяйства в качестве корабельной рощи Архангелогородская губерния. В настоящее время это единственное на Севере место произрастания корабельной сосны, ствол которой использовался для мачт при строительстве парусных кораблей.
Помимо сохранения естественных природных ресурсов по приказу Петра I в северных районах страны также осуществлялись плановые посадки лиственницы, древесина которой имела высокую ценность для строительства и промышленности.
До современности дошли остатки лишь нескольких, некогда существовавших, корабельных рощ: Хреновский бор, Шипов лес, зеленогорская Корабельная роща (Ленинградская область), Теллермановская роща (Воронежская область).